# 黑標平鮋
黑標平鮋，為輻鰭魚綱鮋形目鮋亞目平鮋科的其中一種，為亞熱帶海水魚，分布於中太平洋東部美國加州南部至墨西哥下加利福尼亞海域，棲息深度137-183公尺，體長可達20公分，棲息在岩石底質底層水域，卵胎生，生活習性不明。